# Mesoleptidea
Mesoleptidea is een geslacht van insecten uit de orde vliesvleugeligen (Hymenoptera) en de familie Ichneumonidae.

## Soorten
- M. amoena (Holmgren, 1857)
- M. cingulata (Gravenhorst, 1829)
- M. decens (Cresson, 1868)
- M. flavifrons (Cresson, 1864)
- M. hilaris (Gravenhorst, 1829)
- M. hohenwartensis (Schmiedeknecht, 1913)
- M. hungarica (Kiss, 1929)
- M. kodiakensis (Ashmead, 1902)
- M. melanobasis (Kriechbaumer, 1896)
- M. mellea (Cresson, 1868)
- M. moricei (Schmiedeknecht, 1913)
- M. petiolator (Zetterstedt, 1838)
- M. prosoleuca (Gravenhorst, 1820)
- M. stalii (Holmgren, 1858)
- M. strandi (Gregor, 1937)
- M. sylvatica (Woldstedt, 1874)
- M. unalaskae (Ashmead, 1902)